# Elias
För andra betydelser, se Elias (olika betydelser).

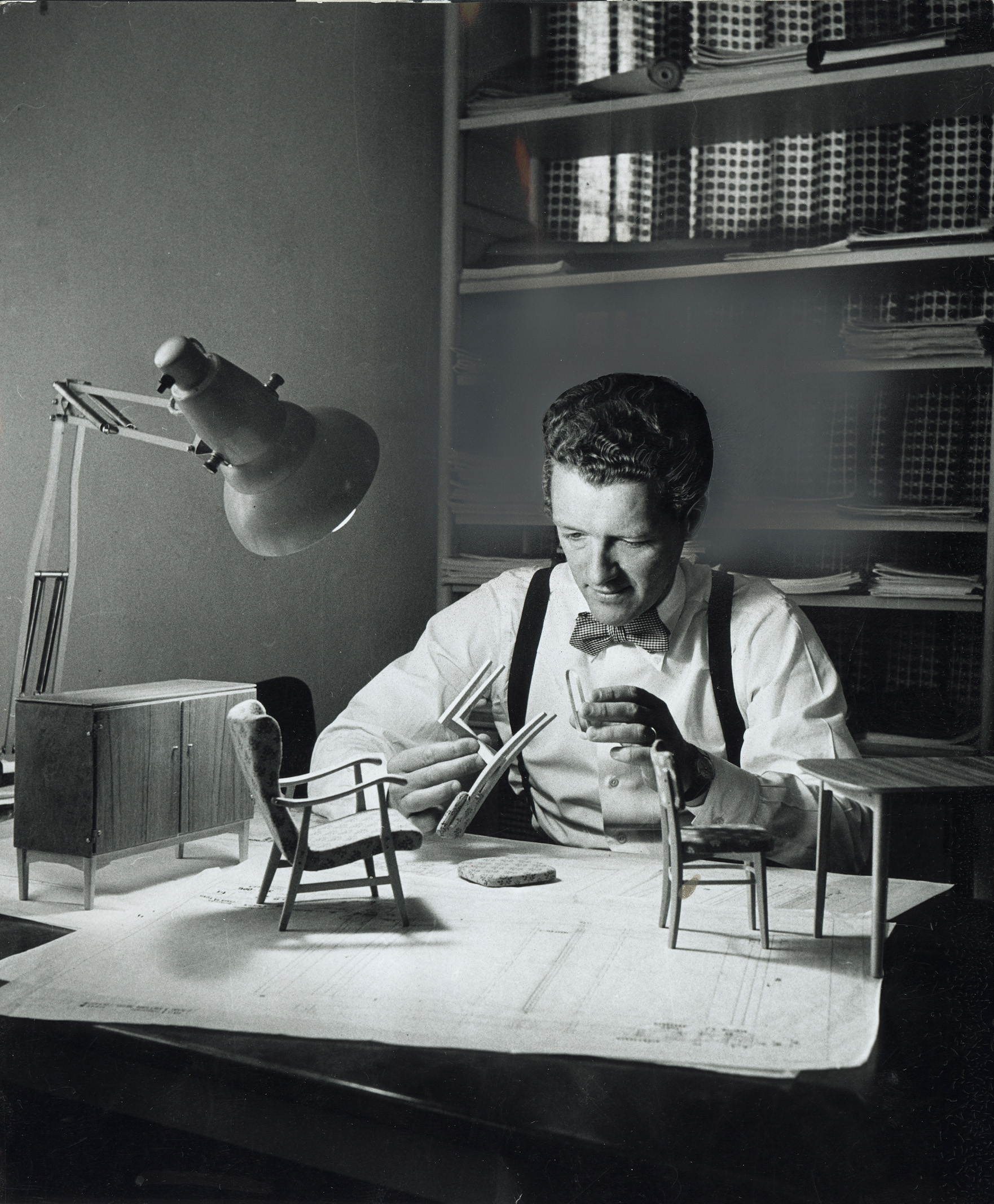
Elias Svedberg.

Elias är ett mansnamn med hebreiskt ursprung. I Gamla testamentet, Tanach, och Koranen omnämns en profet som på svenska är känd som Elia. Hans riktiga namn Elijahu (אליהו) är en sammandragning av gammalhebreiska "El-i Jahve", vilket betyder "Min gud". Samtidigt använde man i Grekland mansnamnet Helios (Ἥλιος), som betydde "sol", eller mer exakt "solguden".
Tusen år senare spreds kristendomen till Grekland, där Elijahu blev förgrekiskat till Helias (Ηλίας), och så småningom trängde det ut det hedniska namnet Helios. Romarna översatte i sin tur Ηλίας till Elias.
Elias har under 1990- och 2000-talet ökat mycket snabbt i popularitet. Sedan 1990 har populariteten fyrfaldigats och det tillhör nu de 40 vanligaste namnen bland de yngsta.
31 december 2005 fanns det totalt 15120 personer i Sverige med namnet, varav 9364 med det som tilltalsnamn av dessa är 217 kvinnor. År 2003 fick 1273 pojkar namnet, varav 885 fick det som tilltalsnamn.
Namnsdag: i Sverige 17 april. I den finlandssvenska namnsdagslängden har Elias namnsdag 9 april sedan starten 1929, då en egen namnsdagskalender togs i bruk för finlandssvenskar.

## Kända personer med förnamnet Elias
- Elias Anckers, sjömilitär
- Elias Ashmole, engelsk forskare under 1600-talet
- Elias Brenner, konstnär, arkeolog, numismatiker
- Elias Canetti, nobelpristagare i litteratur 1981
- Elias James Corey, amerikansk nobelpristagare i kemi 1990
- Elias Cornell, arkitekturhistoriker
- Walter Elias "Walt" Disney, amerikansk animatör, filmproducent, entreprenör och röstskådespelare
- Elias Eskildsen Naur, dansk professor, teolog och lärare
- Elías Figueroa, före detta professionell chilensk fotbollsspelare
- Elias Fries, professor i botanik, ledamot av Svenska Akademien
- Elias Hane, psalmförfattare
- Elias Howe, amerikansk ingenjör under 1800-talet
- Elias Hrawi, libanesisk president 1989-1998
- Elias Khoury, libanesisk författare
- Elias Kotsios, grekisk fotbollsspelare
- Elias Lindholm, ishockeyspelare
- Elias Ljungqvist, skådespelare och ingenjör
- Elias Lodenius, svensk-finländsk tidningsman
- Elias Lönnrot, finländsk språkforskare
- Elias Martin, målare
- Elias Motsoaledi, sydafrikansk antiapartheidaktivist
- Elias Obrecht, skytteansk professor och generalbibliotekarie under 1600-talet
- Elias Palmskiöld, arkivsekreterare i Riksarkivet främst under 1600-talet
- Elias Pettersson, ishockeyspelare
- Elias Vilhelm Ruda, poet, kritiker
- Elias Sehlstedt, lyriker under 1800-talet
- Elias Svedberg, inredningsarkitekt och möbelformgivare
- Elias Wessén, språkvetare, ledamot av Svenska Akademien
- Elias Wraak, översättare, pseudonym

## Kända personer med efternamnet Elias
- Norbert Elias - tysk sociolog
- Patrik Eliáš - tjeckisk ishockeyspelare

## Fiktiva personer eller verk med namnet Elias
- Elias Anka, farfar till Kalle Anka
- Elias – den lilla räddningsbåten – ett norskproducerat barnprogram som sändes i TV 4.
- Eli, egentligen Elias, vampyrbarnet i Låt den rätte komma in
- Elias, en av de utvalda i Engelforstrilogin.